# Xenoophorus captivus
Xenoophorus captivus е вид лъчеперка от семейство Goodeidae. Видът е застрашен от изчезване.

## Разпространение
Разпространен е в Мексико.

## Описание
На дължина достигат до 6 cm.